# Jockgrim
Jockgrim település Németországban, Rajna-vidék-Pfalz tartományban. Lakosainak száma 7597 fő (2023. december 31.). Jockgrim Rheinzabern és Neupotz községekkel határos.

## Népesség
A település népességének változása:
| Lakosok száma | 5016 | 7440 | 7471 | 7470 | 7592 | 7597 |
|               | 1975 | 2017 | 2019 | 2021 | 2022 | 2023 |